# غرانفيل (المانش)

غرانفيل هي بلدية تقع في إقليم المانش،نورماندي شمال غرب فرنسا.